# Grootoogzweeppalpspin
De grootoogzweeppalpspin (Mastigusa macrophthalma) is een spinnensoort uit de familie van de waterspinnen (Cybaeidae).
De wetenschappelijke naam van de soort werd in 1897 als de ondersoort Tuberta arietina macrophthalma gepubliceerd door Wladislaus Kulczynski.